# Temperatura de sensació

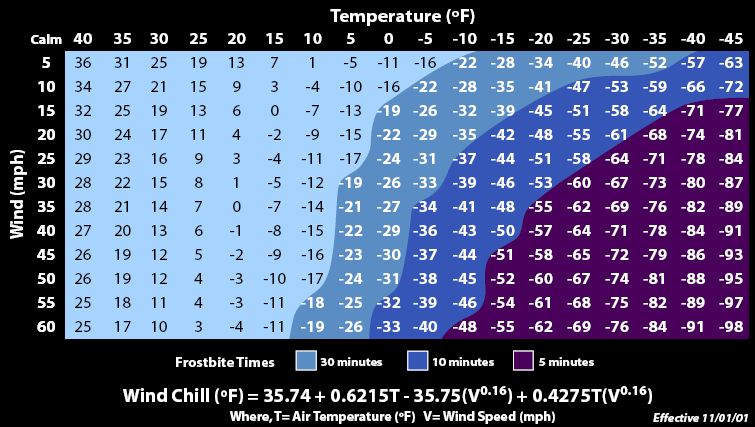
Quadre de temperatures de sensació segons la temperatura i el vent

La temperatura de sensació  és la temperatura que nota un cos humà (o animal) a causa de la combinació de la temperatura i la velocitat del vent. Excepte a temperatures altes, el vent serveix per a augmentar la sensació de fred, ja que el vent afavoreix l'evaporació de la pell i per a això es necessita calor que roba al cos. El canvi de fase d'aigua (en la suor) a vapor d'aigua requereix que les molècules arribin a un estat d'energia més alt. Aquesta energia és adquirida absorbint la calor del teixit circumdant per la conducció (vegeu Temperatura de xafogor) .
El moviment de l'aire augmenta la velocitat a què la temperatura d'un objecte arriba a la temperatura ambient. Els humans perceben o "senten" que este va augmentar de la velocitat de refredament del cos com el fred causat pel vent.
El concepte de temperatura de sensació (wind chill en anglès) és rellevant en els climes molt freds com l'Àrtida i Antàrtic, a gran altitud, a velocitats elevades, ja que és de gran importància en la supervivència dels humans i animals, i pot afectar inclús la maquinària i els sistemes calorífics.
La definició oficial de temperatura de sensació en meteorologia estava originàriament basada en mesures preses a una certa distància sobre terra. La definició exacta ha estat polèmica perquè és un índex compost, i perquè els cossos animats i inanimats es comporten diferent, i perquè la temperatura de sensació pot tenir un major impacte a l'hivern sobre el turisme.
La primera fórmula de la temperatura de sensació la va desenvolupar l'exèrcit dels Estats Units durant la Segona Guerra Mundial, per Paul Siple i Passel que treballaven en l'Antàrtida i va ser usada pel Servei Nacional del Temps en els anys setanta. En 2001 la fórmula va ser revisada per a arreplegar les teories més precises. Estes fórmules es dissenyen específicament per al cos humà, o més específicament encara per al rostre humà. La temperatura de sensació també afecta els animals, i als objectes inanimats, però per a ells s'apliquen fórmules diferents.
La base física per al càlcul del windchill és ara la relació entre la temperatura, volum i pressió d'un fluid. El vent reduïx la pressió atmosfèrica i augmenta l'efecte refredador.
El nou índex de temperatura de sensació usat pels serveis del temps americans i canadencs es calcula amb la fórmula següent: 
{\displaystyle T_{s}=13,12+0,6215xT-11,37xV^{0,16}+0,3965xTxV^{0,16}}
on  T s   és la temperatura de sensació en °C,  T és la temperatura de l'aire, i  V  és la velocitat del vent en km/h amb un anemòmetre situat a 10 m d'altura.
La fórmula americana i canadenca s'adapta millor als climes summament freds. Una altra fórmula com l'índex de Steadman es va desenvolupar a Austràlia pel científic Robert Steadman. S'ha desenvolupat per als climes temperats. Alguns també inclouen en l'índex la humitat relativa creant en compte dels dos índexs de Temperatura de xafogor i Temperatura de sensació un sol índex a què a vegades es refereixen com Temperatura aparent.